# Juffernberg
Der Juffernberg ist ein 190,9 m ü. NHN hoher Berg des das Siebengebirge nach Norden abdachenden Ennert. Er liegt östlich des rechtsrheinischen Bonner Ortsteils Oberkassel auf der Gemarkung von Königswinter.
Der Juffernberg ist die südöstlichste Erhebung des Ennert. Durch ein Tal, durch das die L 490 (Langemarckstraße) führt, von ihm getrennt liegt die den nördlichen Teil des Siebengebirges dominierende Dollendorfer Hardt. Der Juffernberg ist wie die umgebenden Höhen bewaldet und steht unter Naturschutz. Er ist nur eine sanft ausgeprägte Höhe und geht nach Norden und Osten in offenes Land über, das zu Königswinter gehörende Dorf Vinxel im Norden und die Casseler Heide im Osten.
Der Juffernberg ist die einzige im Naturschutzgebiet Siebengebirge gelegene Erhebung des Ennert, die nicht im Teil-Naturschutzgebiet Ennert liegt, da das letztere sich auf das Bonner Stadtgebiet beschränkt. 